# Alan J. Heeger
Alan Jay Heeger (* 22. ledna 1936, Sioux City, Iowa) je americký chemik a fyzik.
Titul Ph.D. získal na University of California v Berkeley roku 1961. V roce 2000 získal společně s Alanem G. MacDiarmidem a Hideki Širakawou Nobelovu cenu za chemii „za jejich objev a vývoj vodivých polymerů“. V současné době je profesorem na University of California v Santa Barbaře.